# Ковальчук, Алексей Максимович
Алексе́й Макси́мович Ковальчу́к (28 сентября 1928, район Беимбета Майлина — 14 марта 2014, Омск) — советский хозяйственный, государственный и политический деятель.

## Биография
Родился 28 сентября 1928 года. Член ВКП(б).
С 1953 года — на хозяйственной, общественной и политической работе. В 1953—1992 годах — старший агроном совхоза, начальник инспекции по сельскому хозяйству района, председатель Тарского райисполкома, начальник Омского областного управления сельского хозяйства, начальник территориально-производственного колхозно-совхозного управления, заведующий отделом, секретарь Омского обкома КПСС, заведующий сектором Отдела сельского хозяйства и пищевой промышленности ЦК КПСС, председатель исполкома Иркутского областного Совета, председатель союзно-республиканского Государственного комитета РСФСР по охране природы, заведующий сектором агропромышленного комплекса Всесоюзной сельскохозяйственной академии им. В. И. Ленина. В августе 1993 года вернулся в Омск.
Избирался депутатом Верховного Совета РСФСР 11-го созыва.
Скончался 5 марта 2014 года в г. Омске.